# Markéta II.
Markéta II. (Margrethe Alexandrine Þórhildur Ingrid; * 16. dubna 1940 Kodaň) je bývalá dánská královna. Dánsku vládla přesně 52 let. V letech 2022 až 2024 byla jedinou tehdy vládnoucí královnou na světě a nejdéle sloužící ženou v čele státu v té době. Je také scénografkou, kostýmní výtvarnicí a kritikou uznávanou ilustrátorkou dánských vydání Tolkienových knih.
Markéta se narodila do rodu Glücksburků jako nejstarší dítě krále Frederika IX. a královny Ingrid. Předpokládanou dědičkou svého otce se stala v roce 1953, kdy ústavní dodatek umožnil ženám zdědit trůn. Markéta na trůn nastoupila po smrti svého otce 14. ledna 1972. Po svém nástupu se stala první panovnicí v Dánsku od Markéty I., vládkyně skandinávských království v letech 1376–1412. V roce 1967 se provdala za Henriho de Laborde de Monpezat, se kterým měla dva syny: Frederika X. a Joachima.
Markéta jako panovnice přijala 42 oficiálních státních návštěv a sama podnikla 55 zahraničních státních návštěv. Ona a královská rodina podnikli několik dalších zahraničních návštěv. Podpora monarchie v Dánsku byla a zůstává trvale vysoká, kolem 82 %, stejně jako Markétina osobní popularita.
Dne 31. prosince 2023 během svého každoročního silvestrovského projevu Markéta oznámila, že se trůnu 14. ledna 2024, přesně 52 let po svém nástupu na něj, vzdá ve prospěch svého syna Frederika X.

## Dětství a vzdělání
Princezna Margrethe se narodila v paláci Frederika VIII., v rezidenci jejích rodičů v palácovém komplexu Amalienborg, hlavní rezidenci dánské královské rodiny ve čtvrti Frederiksstaden v Kodani. Byla prvním dítětem korunního prince a korunní princezny (později král Frederik IX. a královna Ingrid). Její otec byl starším synem tehdy vládnoucího krále Kristiána X. a její matka byla jedinou dcerou švédského korunního prince (pozdějšího krále Gustava VI. Adolfa). K jejímu narození došlo jen týden po invazi nacistického Německa do Dánska 9. dubna 1940. Byla pokřtěna 14. května 1940 v Holmenském kostele v Kodani.
Jejími kmotry byli král Kristián X., princ Knut Dánský, princ Axel Dánský, švédský král Gustav V., švédský korunní princ Gustaf Adolf, vévoda z Västerbottenu, vévoda z Connaughtu, dánská královna Alexandrina, princezna Thyra Dánská, korunní princezna Luisa Švédská, princ Harald Dánský, princezna Helena Dánská, princezna Patricie z Connaughtu, vévodkyně korunní princezna Cecílie Pruská a princezna Markéta Bourbonsko-Parmská. 

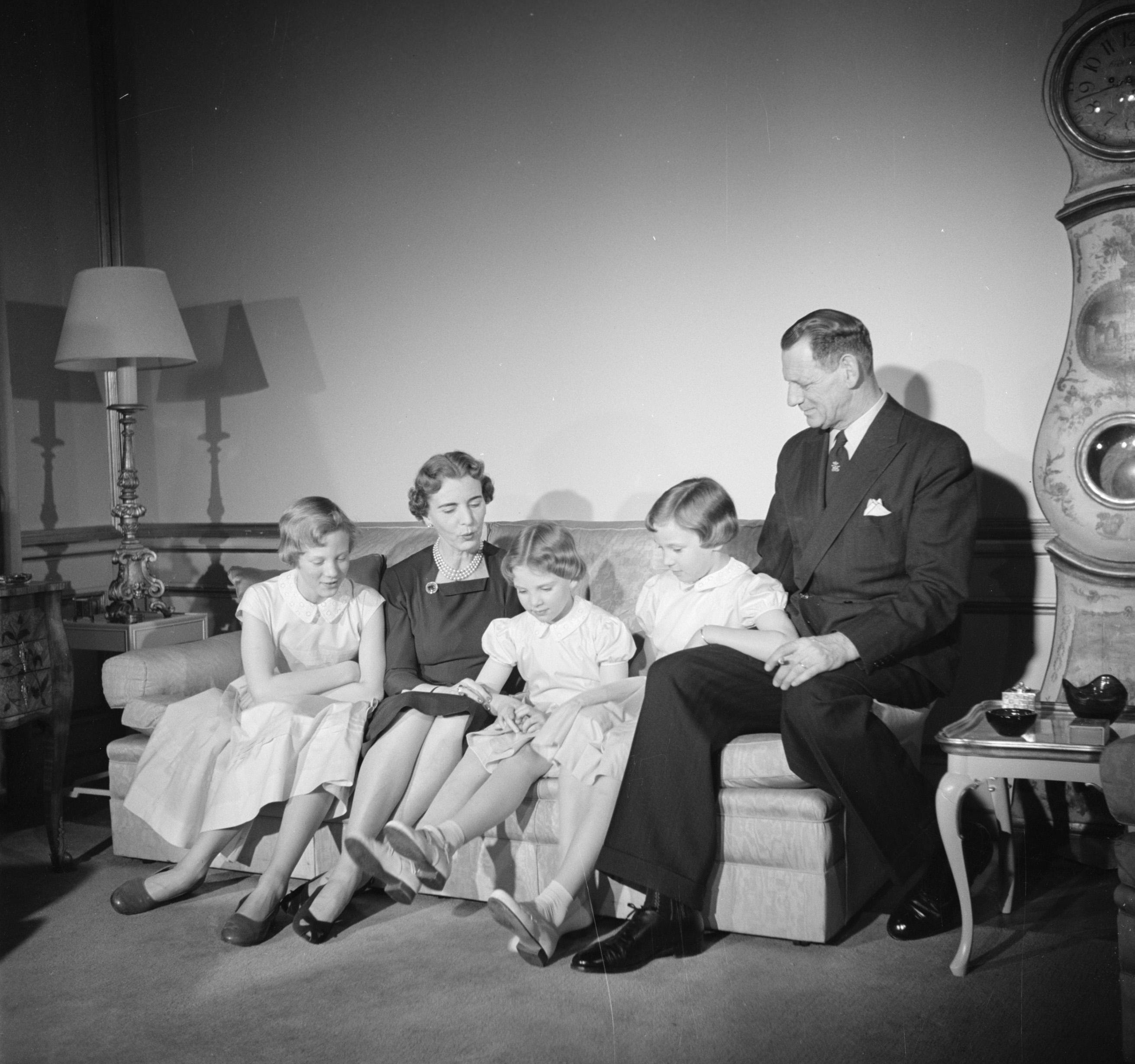
Margrethe (vlevo) se svými rodiči a sestrami, 1954

Nemluvně bylo pojmenováno Margrethe, což je dánská variace jména její zesnulé babičky z matčiny strany švédské korunní princezny Margaret; Alexandrine po babičce z otcovy strany, královně Alexandrine; a Ingrid po matce. Protože její dědeček z otcovy strany byl také islandským králem, dostala islandské jméno Þórhildur. Své rodině a blízkým přátelům je známá jako „Daisy“.
Narození jejích mladších sester Benedikte a princezny Anne-Marie následovala v roce 1944 a 1946. Markéta a její sestry vyrostly v bytech v paláci Frederika VIII. v Amalienborgu v Kodani a v paláci Fredensborg na severním Sjællandu. Letní prázdniny trávila s královskou rodinou v letním sídle svých rodičů v Gråstenském paláci v jižním Jutsku. Dne 20. dubna 1947, po smrti krále Kristiána X., nastoupil na trůn Markétin otec jako král Frederik IX.

### Vzdělání
Margrethe získala vzdělání na soukromé škole N. Zahle's Skole v Kodani, kterou absolvovala v roce 1959. Rok strávila v North Foreland Lodge, internátní škole pro dívky v Hampshire v Anglii, a později v letech 1960 až 1961 studovala prehistorickou archeologii na Girton College v Cambridge, v letech 1961 až 1962 politologii na Aarhuské univerzitě, v roce 1963 navštěvovala Sorbonne a v roce 1965 London School of Economics. Je členkou Londýnské společnosti starožitníků.
Margrethe mluví plynně dánsky, francouzsky, anglicky, švédsky a německy a má omezenou znalost faerštiny.

## Předpokládaná dědička

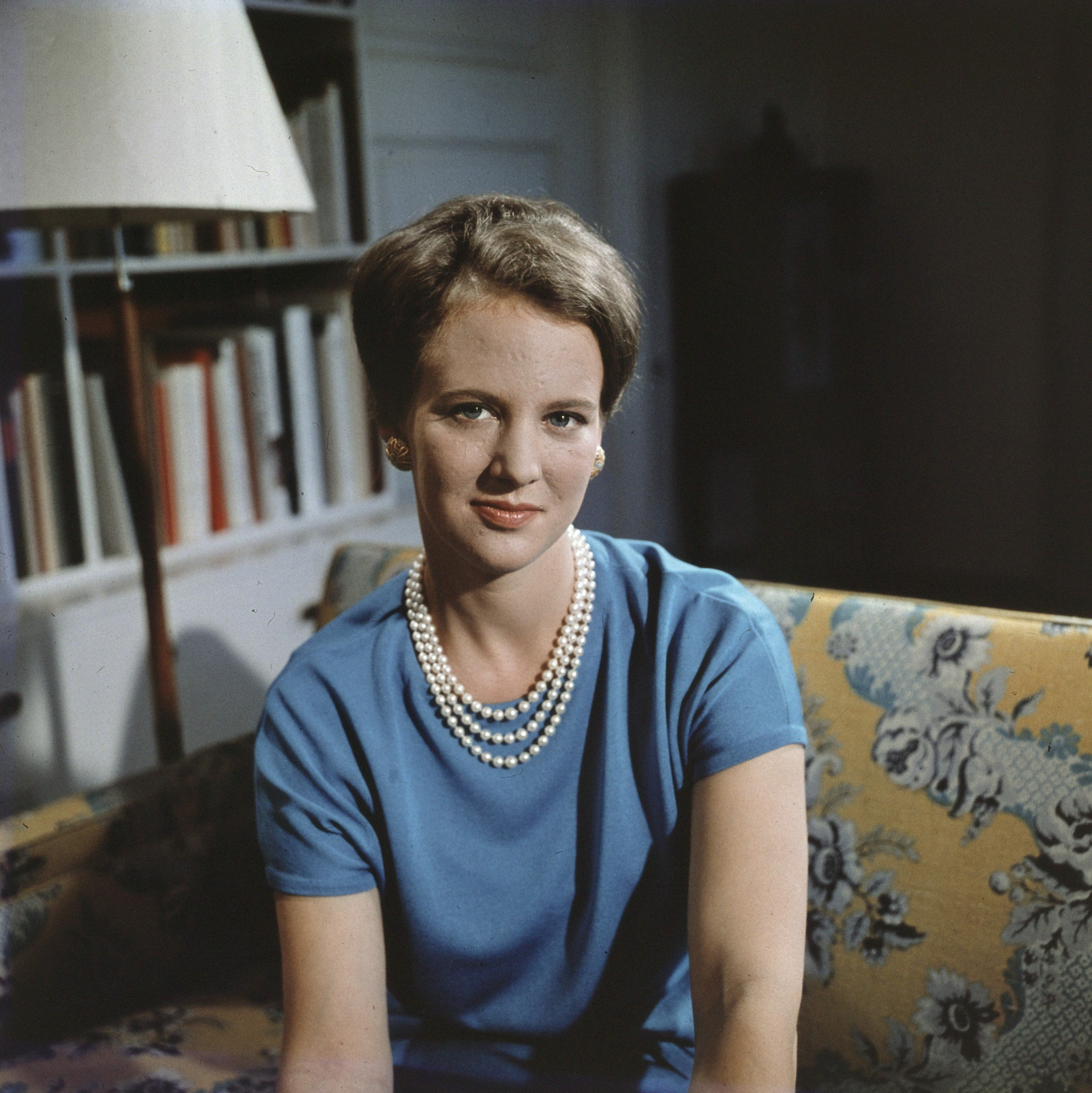
Princezna Margrethe v srpnu 1966

V době jejího narození mohli na dánský trůn nastoupit pouze muži, a to díky změnám v zákonech o nástupnictví přijatých v 50. letech 19. století, kdy byla pro nástup na trůn vybrána větev Glücksburků. Protože Margrethe nemá žádné bratry, předpokládalo se, že se trůnu jednoho dne ujme její strýc princ Knut.
Proces změny ústavy začal v roce 1947, nedlouho poté, co Margrethin otec nastoupil na trůn a bylo jasné, že královna Ingrid už žádné děti mít nebude. Tento komplikovaný proces odstartovala popularita Frederika a jeho dcer a významnější role žen v dánské společnosti. Zákon vyžadoval, aby návrh byl schválen dvěma po sobě jdoucími zasedáními parlamentu a poté v referendu, které se konalo 27. března 1953. Nový zákon o následnictví povolil nástupnictví žen na dánský trůn podle mužské primogenitury, tedy žena mohla nastoupit na trůn pouze v případě, že neměla bratra. Princezna Margrethe se proto stala předpokládanou dědičkou. V roce 2009 bylo dědické právo upraveno na absolutní primogenituru.
V den svých osmnáctých narozenin, 16. dubna 1958, dostala Margrethe křeslo ve Státní radě. Následně v nepřítomnosti krále předsedala jejím schůzím. V roce 1960 spolu se švédskými a norskými princeznami odcestovala do Spojených států amerických. Navštívila Los Angeles a Paramount Studios, kde se setkala s několika celebritami, včetně Deana Martina, Jerryho Lewise a Elvise Presleyho.

### Manželství a rodina

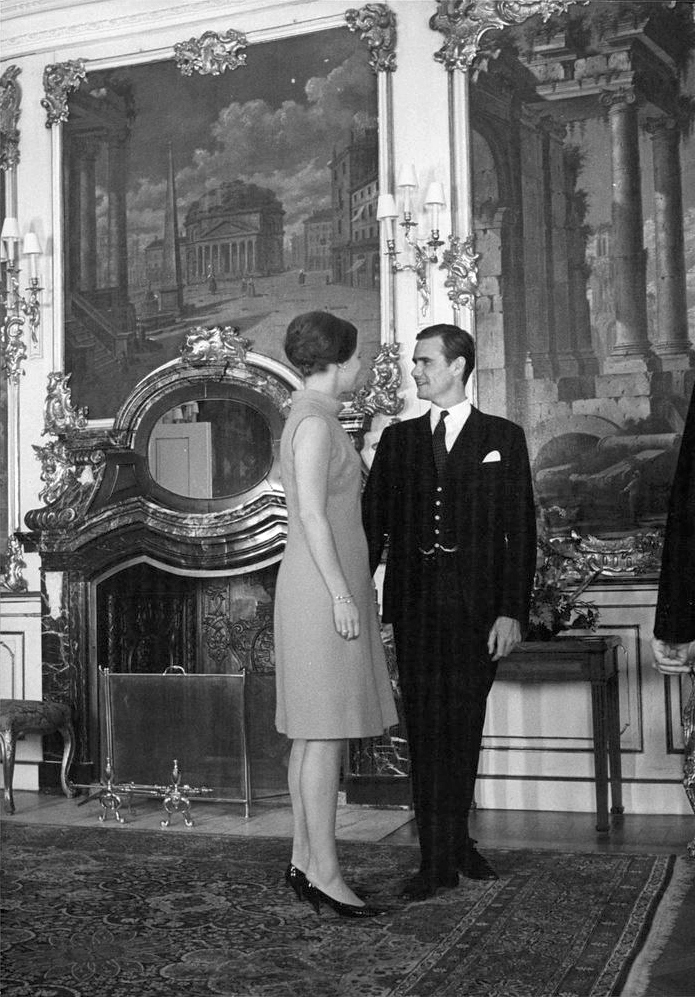
Margrethe a Henri v roce 1966

V průběhu jejího pobytu v Londýně se setkala s francouzským diplomatem Henrim-Marie-Jean-André de Laborde de Monpezat, který byl vyslaneckým tajemníkem na velvyslanectví Francie v Londýně. Jejich zasnoubení bylo oznámeno 5. října 1966. Vzali se 10. června 1967 v Holmenském kostele v Kodani a svatební hostina se konala v paláci Fredensborg. Laborde de Monpezat obdržel díky své nové pozici manžela předpokládané dědičky dánského trůnu oslovení a titul „Jeho královská Výsost princ Henrik Dánský“. Manželi byli přes padesát let, až do jeho smrti dne 13. února 2018.
Necelý rok po svatbě porodila princezna Margrethe 26. května 1968 své první dítě, syna. Podle tradice se dánští králové střídavě jmenují buď Frederik, nebo Kristián. Rozhodla se tuto tradici zachovat a svého staršího syna pojmenovala Frederik. Následující rok se 7. června 1969 narodilo druhé dítě, Joachim.

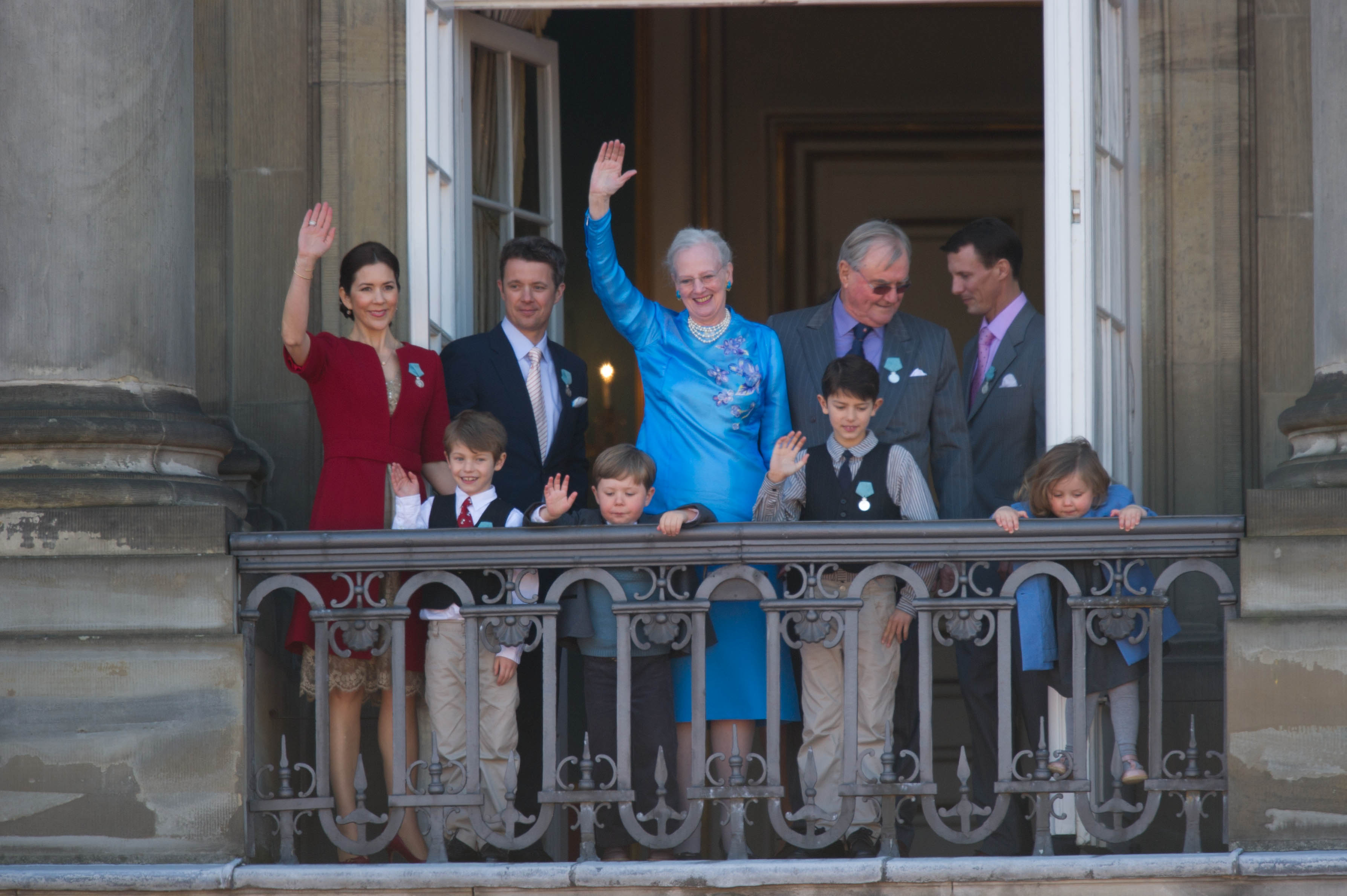
Markéta obklopená svou rodinou mávala davům na své 70. narozeniny v dubnu 2010

Markéta v roce 2008 oznámila, že její potomci ponesou další titul hraběte nebo hraběnky z Monpezat, jako uznání kořenů jejího manžela.
V roce 2022 královna oznámila, že od začátku roku 2023 budou moci potomci prince Joachima používat pouze své tituly hraběte a hraběnky z Monpezat, jejich předchozí tituly dánského prince a princezny jim byly odebrány. Její syn a vnoučata veřejně vyjádřili šok a zmatek. Markéta řekla, že je smutná z toho, že svým rozhodnutím členy rodiny rozrušila, ale nezměnila ho.
Spolu se svým zesnulým manželem chovala Margrethe od 70. let 20. století jezevčíky. V současné době má jednoho psa, jezevčíka Tilia, který patřil princi Henrikovi až do jeho smrti v roce 2018.

## Vláda

### Nástup na trůn
Krátce poté, co král Frederik IX. pronesl na přelomu roku 1971/72 svůj novoroční projev k národu, onemocněl a o 14 dní později, 14. ledna 1972, zemřel. Markéta nastoupila na trůn ve věku 31 let a stala se první ženskou dánskou panovnicí podle nového zákona o nástupnictví. Královnou byla prohlášena z balkonu paláce Christiansborg 15. ledna 1972 premiérem Jensem Otto Kragem. Královna Markéta II. se vzdala všech dřívějších titulů panovníka kromě titulu pro Dánsko, proto zní celý její titul „Z milosti Boží, královna dánská“ (dánsky: Margrethe den Anden, af Guds Nåde Danmarks Dronning). Královna zvolila motto: Boží pomoc, láska lidu, síla Dánska. Rozhodla se být známá jako Markéta II. jako uznání dánské regentky ze 14. století Markéty, která byla veřejně známá jako královna Markéta, přestože nikdy nebyla korunována.

Ve svém prvním proslovu k lidu královna Markéta II. řekla:
Můj milovaný otec, náš král, je mrtvý. Úkol, který můj otec nesl téměř 25 let, nyní leží na mých bedrech. Modlím se k Bohu, aby mi dal pomoc a sílu nést toto těžké dědictví. Kéž je důvěra, která byla dána mému otci, dána i mně.

### Ústavní role
Hlavním úkolem královny je reprezentovat Království v zahraničí a být sjednocující osobností doma. To druhé provádí mimo jiné otevíráním výstav, účastí na výročích a inaugurací mostů. Přijímá zahraniční velvyslance a uděluje vyznamenání a medaile.
Jako konstituční panovnice se královna neúčastní stranické politiky a nevyjadřuje žádné politické názory. Přestože má právo volit, rozhodla se tak nečinit, aby se vyhnula byť jen zdání stranictví.
Královna pořádá každou středu schůzku s předsedou vlády a ministrem zahraničních věcí, pokud ona nebo předseda vlády nejsou mimo království.
Po volbách, ve kterých úřadující premiér nezíská většinu, pořádá královna „Dronningerunde“, na které se setkává s předsedy každé z dánských politických stran.
Jakmile je vláda vytvořena, je formálně jmenována královnou. V praxi téměř všechny formální pravomoci královny vykonává dánská vláda.
Je zvykem, že Markéta jako dánská panovnice každoročně pořádá novoroční recepce. Každý rok 1. ledna se v paláci Kristiána VIII. v Amalienborgu koná banket pro vládu, předsedu dánského parlamentu a královský dvůr. Druhý den se v paláci Kristiána VIII. koná banket pro soudce Nejvyššího soudu Dánska a důstojnický sbor královské záchranné služby a husarského pluku stráže. Banket pro diplomatický sbor se poté koná v paláci Christiansborg. Třetí den se koná novoroční banket pro armádní důstojníky a důstojníky z dánské agentury pro krizové řízení, I., II. a III. žebříčkové třídy i pozvaných zástupců významných národních organizací a královských patronátů.

### Oficiální povinnosti
K lednu 2024 je královna patronkou 72 dánských a 8 zahraničních organizací včetně Aarhus Festuge, ARoS Aarhus Kunstmuseum, Ældre Sagen, Danes Worldwide, Dánské společnosti pro ochranu zvířat, Dánské společnosti pro rakovinu, Den Gamle By, Det Classenske Fideicommis, Dánské biblické společnosti, Det Kongelige Vajsenhus, Diakonissestiftelsen, Foreningen Norden, Sagnlandet Lejre, M/S námořního muzea Dánska, Muzea Moesgaard, Národního olympijského výboru a sportovní konfederace Dánska, Nyborg Slot, Národního parku Rebild, Královské dánské hudební akademie, Královské dánské akademie věd a literatury, Královského dánského jachtařského klubu, Rungstedlundfonden, Sankt Lukas Stiftelsen, Vallø stift a Vemmetofte.
Královna je vrchní plukovnicí Královského pluku princezny z Walesu, pěšího pluku britské armády, který se řídí tradicí sahající až do roku 1906.

### Rezidence
Oficiálními rezidencemi královny jsou palác Amalienborg (kde sídlí v paláci Kristiána IX.) v Kodani a palác Fredensborg poblíž Hillerødu. Mezi její letní sídla patří palác Marselisborg poblíž Aarhusu a Gråstenský palác poblíž Sønderborgu, bývalý domov její matky, královny Ingrid, která zemřela v roce 2000.

### Stříbrné a rubínové jubileum

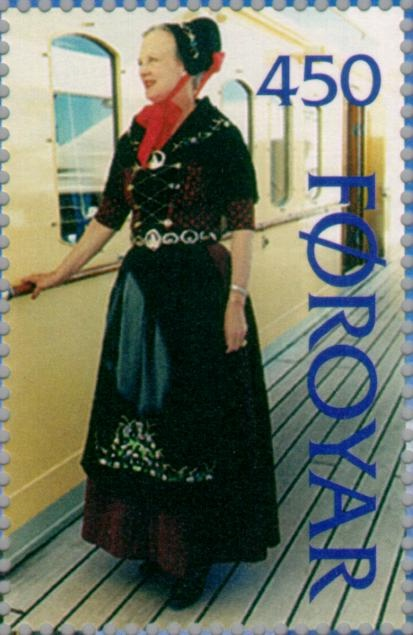
Faerská známka vydaná při příležitosti stříbrného jubilea královny v roce 1997

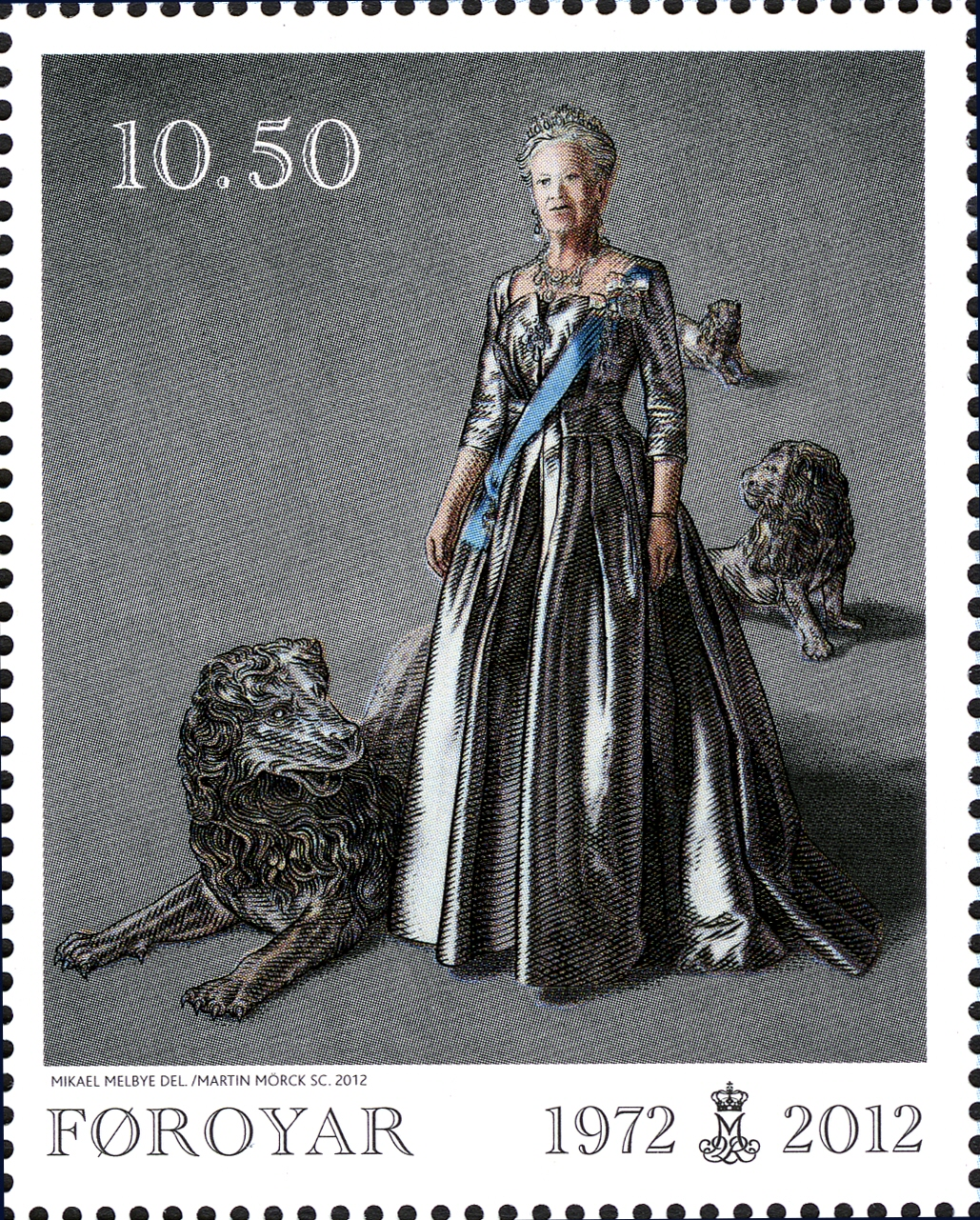
Faerská známka vydaná při příležitosti rubínového jubilea královny v roce 2012

Královna Markéta II. oslavila své stříbrné jubileum v roce 1997 bohoslužbou a slavnostní večeří za účasti členů skandinávských královských rodin. Své rubínové jubileum, 40. rok na trůnu, oslavila 14. ledna 2012. Pořádala se bohoslužba, koncert, průvod kočárů, slavnostní banket v paláci Christiansborg a četné televizní rozhovory.

### Debata o imigraci
Ve svém každoročním silvestrovském projevu v roce 1984 se královna vyjádřila ke xenofobii, kterou zažívají mnozí přistěhovalci v Dánsku:
Máme mír, svobodný politický život a společenské vztahy, které z naší země dělají pro mnohé vyhledávané útočiště. Přicházejí sem uprchlíci z velmi odlišného prostředí, někdy zranění na mysli i na těle. Vítáme je a jsme pravděpodobně také trochu hrdí, že si vybrali náš malý ráj, ale když je vidíme, jak se potýkají s naším způsobem života a naším jazykem, pohostinnost se příliš rychle ztíží a na obou stranách se dostaví zklamání. Jsou tu i jiní, kteří to pociťují, jmenovitě gastarbeiteři a jejich rodiny (...) Nejdříve začneme s naším „dánským humorem“ a malými hloupými poznámkami. Poté k nim přistupujeme s chladnokrevností a pak není daleko k obtěžování a drsnějším metodám – to nemůžeme dopustit. Pokud chceme, aby byl nový rok lepší než ten starý, pak je dobré začít s tímto.
Výraz „dumsmarte bemærkninger“ („hloupé poznámky“) se od té doby stal nedílnou součástí dánské slovní zásoby.
Témata tolerance, imigrace a svoboda slova se objevila i v jejím projevu roku 2006.
V rozhovoru v rámci knihy De dybeste rødder (Nejhlubší kořeny) z roku 2016 ukázala podle historiků Saského institutu Kodaňské univerzity změnu v přístupu k imigraci směrem ke konzervativnějšímu postoji. Uvedla, že Dánové by měli lépe vyjasnit pravidla a hodnoty dánské kultury, aby se je mohli učit nově příchozí. Dále uvedla, že Dánové obecně podcenili obtíže spojené s úspěšnou integrací přistěhovalců, jejichž příkladem je nevyjasnění pravidel demokracie muslimským přistěhovalcům a nedostatečná připravenost tato pravidla prosazovat.

### Zlaté jubileum

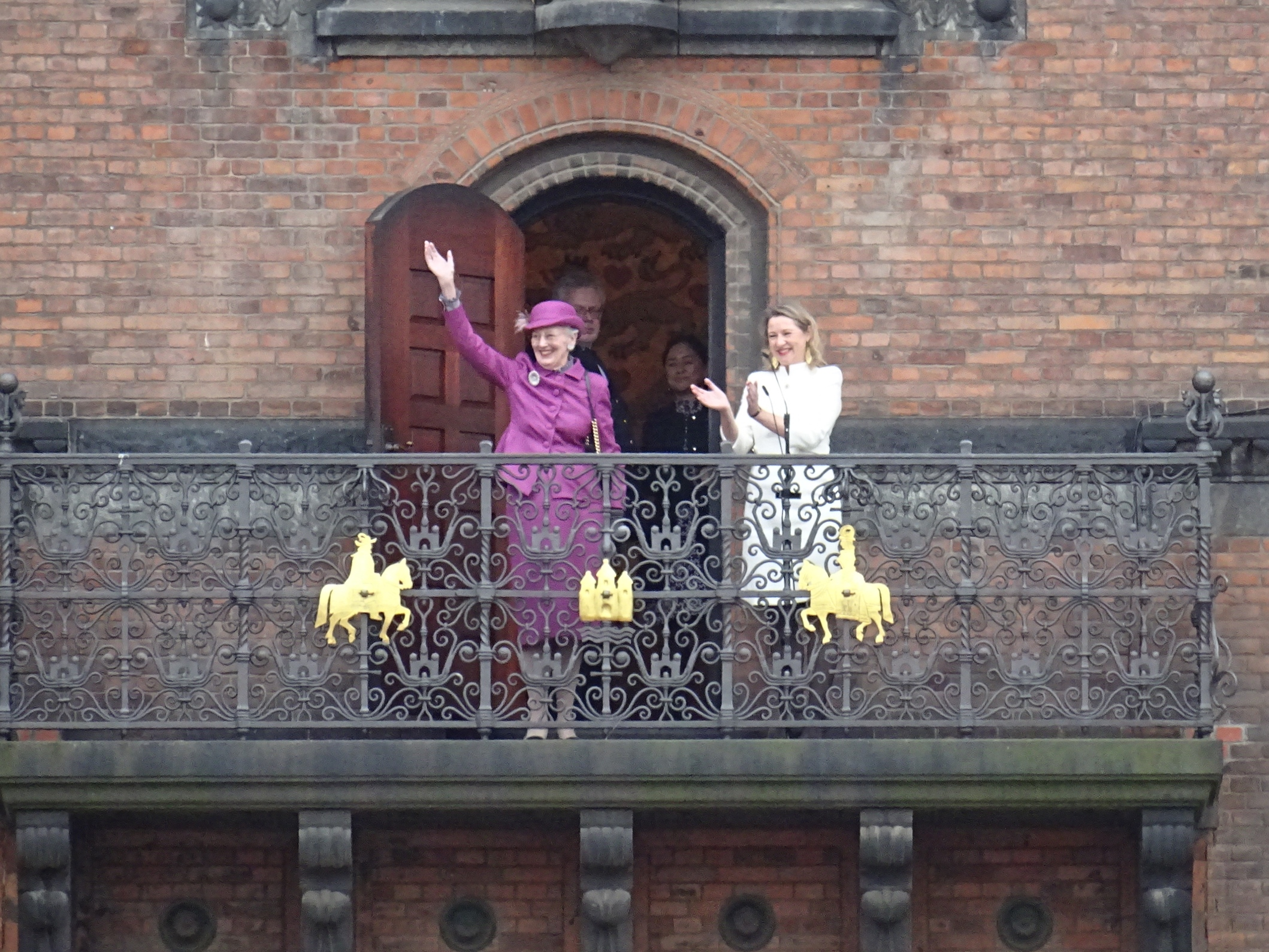
Markéta mává davu z balkonu radnice v Kodani během oslav zlatého jubilea, 2022

Královna měla zlaté jubileum 14. ledna 2022, ale slavit se mělo až později v roce. V září, po smrti královny Alžběty II., královský rod oznámil, že si „Její Veličenstvo královna přeje, aby byly nadcházející oslavy upraveny“.

### Abdikace
Ve svém každoročním živě vysílaném silvestrovském projevu 31. prosince 2023 Markéta oznámila svou abdikaci, která se uskuteční 14. ledna 2024, v den 52. výročí jejího nástupu na trůn. Řekla, že čas si vybral svou daň, že jí přibylo „neduhů“ a že nemůže přebírat tolik povinností jako v minulosti. Zmínila svou rozsáhlou operaci zad v únoru 2023 a uvedla, že operace ji přiměla přehodnotit svůj postoj a zvážit, „zda by nyní nebyla vhodná doba k převzetí odpovědnosti další generací“.

Dne 14. ledna 2024 ji tak nahradil její starší syn, korunní princ Frederik, který vládne jako král Frederik X. V zrcadlení svého vůbec prvního novoročního projevu v roce 1972 řekla o svých nástupcích:
Podpora a pomoc, které se mi v průběhu let dostávalo, byla zásadní pro úspěch mého úkolu. Doufám, že nový král a královna se setkají se stejnou důvěrou a oddaností, jaká připadla i mně.
Po své abdikaci bude označována jako „Její Veličenstvo královna Markéta“.

## Zdraví
Královna měla řadu zdravotních problémů. Během 90. let 20. století a začátkem 21. století podstoupila několik operací pravého kolena kvůli zraněním a osteoartróze. V roce 1994 se léčila s rakovinou děložního čípku. V roce 2003 podstoupila 4,5 hodiny dlouhou operaci spinální stenózy.
Dne 9. února 2022 dánský dvůr v tiskové zprávě zveřejnil, že královna se nakazila covidem-19. Dne 13. února mohla královna opustit domácí izolaci. Dne 21. září 2022 dánský královský rod v tiskové zprávě zveřejnil, že Markéta se znovu nakazila covidem-19 poté, co se v Londýně zúčastnila pohřbu Alžběty II., její sestřenice z třetího kolene. Dne 26. září opustila domácí izolaci a okamžitě se ujala svých služebních povinností.
Dne 22. února 2023 podstoupila královna v Rigshospitalet „velkou operaci zad“ kvůli pokračujícím bolestem. V prohlášení následujícího dne zástupce královny uvedl, že operace dopadla dobře a že už byla na procházce. Z nemocnice byla propuštěna 2. března a ke svým povinnostem se vrátila v den svých narozenin, 16. dubna.

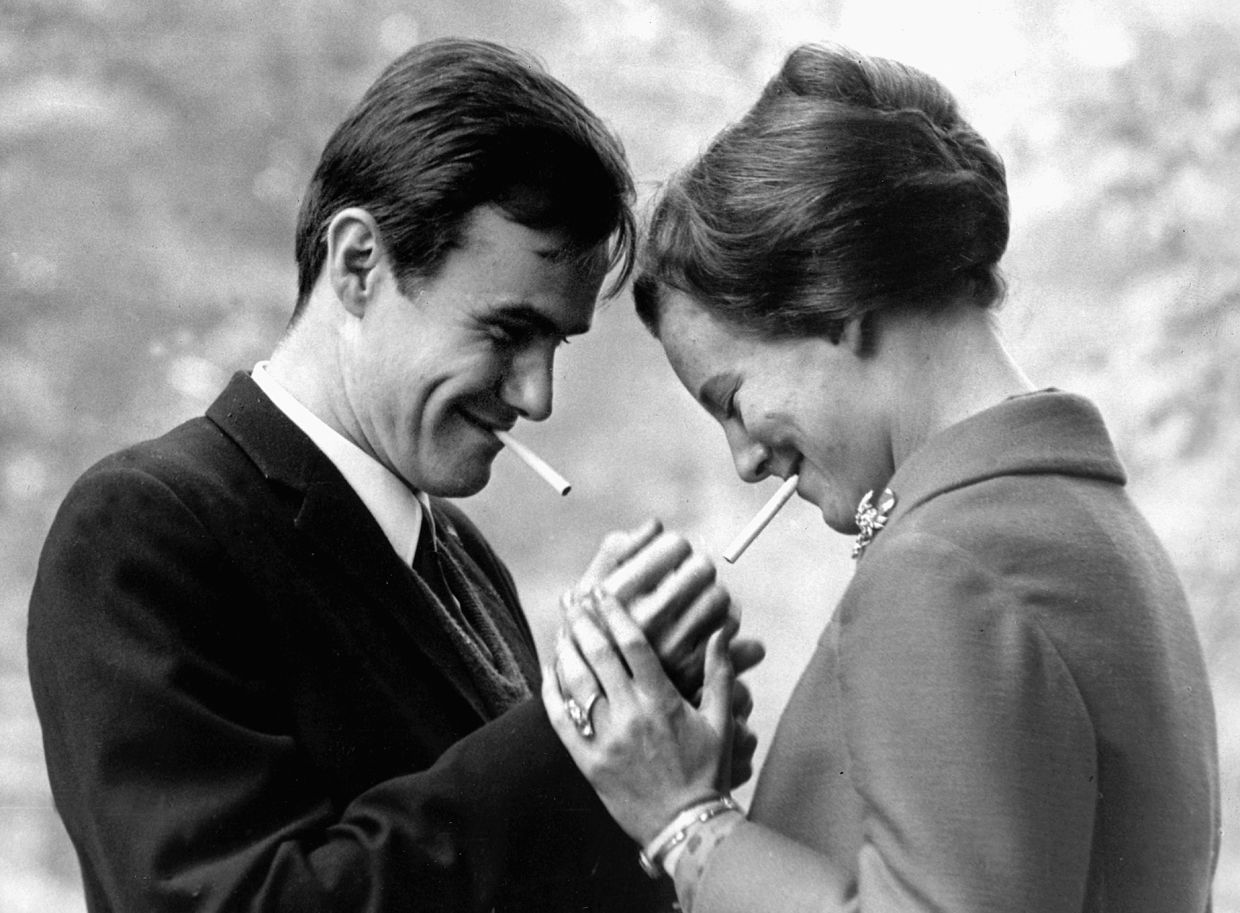
Henrik zapaluje cigaretu pro Margrethe, 1966

Markéta je dobře známá tím, že kouří. Vykouří až tři krabičky cigaret denně. Stala se terčem kritiky, že tím dává poddaným špatný příklad. Proto dne 23. listopadu 2006 dánské noviny B.T. vytiskly oznámení z královského dvora, že královna bude od nynějška kouřit pouze v soukromí. Od operace páteře v únoru 2023 nekouřila.

## Veřejný obraz a styl

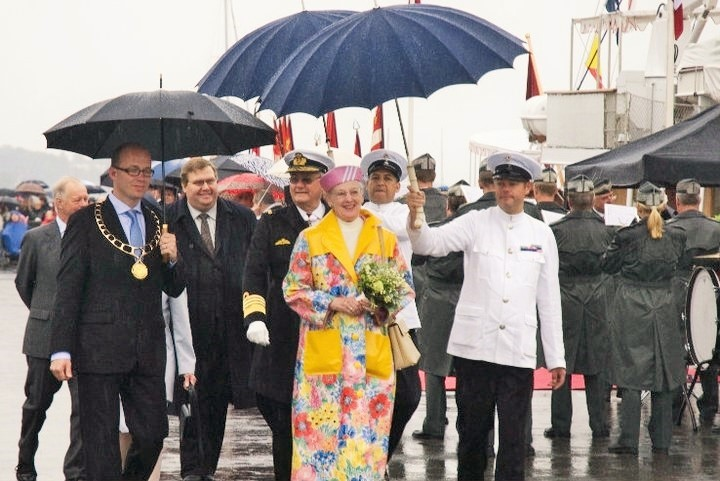
Markéta ve své slavné žluté a květinové pláštěnce, která byla ušita z voskového venkovního ubrusu

Markéta nosí návrhy Erika Mortensena, Jørgena Bendera a Birgitte Taulowové. V březnu 2013 ji The Guardian zařadil mezi padesát nejlépe oblékaných lidí nad 50 let. V souvislosti s jejími 80. narozeninami zveřejnil britský Vogue článek, ve kterém ji nazval „Neopěvovanou hrdinkou stylu“.
Královna byla dvakrát zobrazena na výroční vánoční pečeti. Jako dítě v roce 1942 a po svém nástupu na trůn v roce 1972. V roce 1985 ji Andy Warhol zobrazil na sítotisku jako součást své série Reigning Queens (česky: Vládnoucí královny).

## Osobní zájmy
Odmítá používat mobilní telefon a internet a říká, že je bez nich velmi spokojená.

### Archeologie
Markéta je známá svým velkým zájmem o archeologii. Zúčastnila se několika vykopávek, mimo jiné v Itálii, Egyptě, Dánsku a Jižní Americe. Tento zájem sdílela se svým dědečkem Gustavem VI. Adolfem Švédským, se kterým v roce 1962 strávila nějaký čas při odkrývání artefaktů poblíž Etrurie.

### Monogramy

Markétin královský monogram

Markétin osobní monogram

V roce 2004 navrhla oficiální monogram vnučce svého bratrance z druhého kolene, princezně Ingrid Alexandře Norské. Navrhla také svůj vlastní osobní monogram; osobní monogramy svého syna Frederika, snachy Mary a vnuka Christiana; stejně jako monogramy páru dánského korunního prince a páru norského korunního prince, svého kmotřence Haakona a jeho manželky Mette-Marit.

### Scénografie a kostýmní výtvarnictví
V průběhu let se zapojila do baletu jako scénografka a kostýmní výtvarnice. Navrhla kostýmy pro inscenaci Dánského královského baletu Lidová pohádka a pro film Petera Flintha z roku 2009 De vilde svaner (Divoké labutě). Navrhuje si také vlastní oblečení a je známá svým barevným a někdy i výstředním stylem oblékání. Královna navrhla 51 kostýmů pro film Ehrengard: Umění svádět z roku 2023.
Navrhuje výpravy a kostýmy pro řadu baletů. Od roku 2001 spolupracuje s baletním divadlem Tivoli:
- 1991: Lidová pohádka, Dánské královské divadlo
- 2005 a 2011: O Malence, Pantomimeteatret
- 2007, 2013 a 2018: Křesadlo, Pantomimeteatret
- 2009: Pasáček vepřů, Pantomimeteatret
- 2012, 2014, 2016, 2018 a 2022: Louskáček, koncertní síň Tivoli
- 2013: Statečný cínový vojáček, Pantomimeteatret
- 2016: Popelka, Pantomimeteatret
- 2019, 2021 a 2023: Sněhová královna, koncertní síň Tivoli

### Výtvarné umění
Markéta je uznávanou malířkou a v průběhu let vystavovala mnoho svých děl. V roce 2000 ilustrovala básnickou sbírku Cantabile prince Henrika. Pod názvem Od hor k pobřeží vystavila v roce 2015 se svou blízkou přítelkyní, královnou Sonjou Norskou, vybraná díla inspirovaná přírodou v Baronství Rosendal.
Pod pseudonymem Ingahild Grathmer (druhé jméno je anagram pro Margrethe a první se skládá z jejích vedlejších jmen Ingrid, Alexandrine a Þórhildur) byly její ilustrace použity pro dánská vydání Pána prstenů, k jehož ilustraci byla vyzvána počátkem sedmdesátých let. Poslala je J. R. R. Tolkienovi, kterého zarazila podobnost jejích kreseb s jeho vlastním stylem. Markétiny kresby překreslil britský umělec Eric Fraser pro anglické vydání Pána prstenů od vydavatele Folio Society, které bylo poprvé publikováno v roce 1977 a znovu vydáno v roce 2002.
Ilustrovala také dánské vydání knihy Hobit aneb cesta tam a zase zpátky.

## Vyznamenání
Během svého života obdržela řadu vyznamenání a titulů, a to jak před nástupem na trůn tak i během své vlády. Mj. se stala 1188. rytířem Řádu zlatého rouna a 7. dámou Podvazkového řádu udělenou od roku 1901. Při příležitosti 50. narozenin dne 16. dubna 1990 po ní byla pojmenována oblast na severovýchodě Grónska, Země královny Markéty II. Obdržela také dánské vyznamenání Řád slona a grónskou medaili Nersornaat.

### Národní
- Dánsko:
  - Rytíř Řádu slona[68]
  - Rytíř velkokomandér Řádu Dannebrog
  - Rytíř čestného kříže Řádu Dannebrog (D.Ht.)[68]
  - Medaile za zásluhy[68]
  - Vyznamenání za dlouhou službu[68]
  - Medaile ke 100. výročí narození krále Kristiána X.[68]
  - Medaile k 50. výročí příjezdu královny Ingrid do Dánska[68]
  - Medaile ke 100. výročí narození krále Frederika IX.[68]
  - Pamětní medaile královny Ingrid[68]
- Grónsko:
  - Grónská medaile za zásluhy, 1. třída[68]

### Čestná eponyma

#### Ocenění
- Dánsko: Cena za vědu královny Markéty II. (2015)

#### Geografické lokality
- Dánsko: Královnin bulvár (1979)
- Grónsko: Země královny Markéty II. v severovýchodním Grónsku byla pojmenována na její počest dne 16. dubna 1990 k příležitosti jejích 50. narozenin[69]

#### Objekty
- Dánsko: Markétina miska navržená jejím strýcem Sigvardem Bernadotte pro Rosti v roce 1947

#### Struktury
- Dánsko: Markétin kostel ve Valby (1968)

### Nevládní organizace
- Slovensko: Pamětní deska Stromu míru. Udělena 16. dubna 2020 u příležitosti jejích 80. narozenin. Plaketu jménem Servare et Manere předal dne 29. září 2020 Henningu Fodeovi, soukromému sekretáři královny, Miroslav Wlachovský, velvyslanec Slovenské republiky v Dánském království.[70]

### Čestná vojenská jmenování
- 1972–1992: vrchní plukovnice Královnina pluku[23]
- 1992–1997: spojenecká vrchní plukovnice (s Dianou, princeznou z Walesu) Královského pluku princezny z Walesu[23]
- 1997–2024: vrchní plukovnice Královského pluku princezny z Walesu[23]

## Vývod z předků
Je vnučkou švédského krále Gustava VI. a prapravnučkou britské královny Viktorie. Mezi její předky patří také nizozemský král Vilém I., pruský král Fridrich Vilém III. a ruský car Mikuláš I.
|                    |                                               |  |                   |                                              |  |  |  |  |  |  |  | Kristián IX. Dánský |
|                    |                                               |  |                   |                                              |  |  |  |  |  |  |  |                     |
|                    | Frederik VIII. Dánský                         |  |                   |                                              |  |  |  |  |  |  |  |                     |
|                    |                                               |  |                   |                                              |  |  |  |  |  |  |  |                     |
|                    |                                               |  |                   | Luisa Hesensko-Kasselská                     |  |  |  |  |  |  |  |                     |
|                    |                                               |  |                   |                                              |  |  |  |  |  |  |  |                     |
|                    | Kristián X. Dánský                            |  |                   |                                              |  |  |  |  |  |  |  |                     |
|                    |                                               |  |                   |                                              |  |  |  |  |  |  |  |                     |
|                    |                                               |  |                   | Karel XV. Švédský                            |  |  |  |  |  |  |  |                     |
|                    |                                               |  |                   |                                              |  |  |  |  |  |  |  |                     |
|                    | Luisa Švédská                                 |  |                   |                                              |  |  |  |  |  |  |  |                     |
|                    |                                               |  |                   |                                              |  |  |  |  |  |  |  |                     |
|                    |                                               |  |                   | Luisa Oranžsko-Nasavská                      |  |  |  |  |  |  |  |                     |
|                    |                                               |  |                   |                                              |  |  |  |  |  |  |  |                     |
|                    | Frederik IX. Dánský                           |  |                   |                                              |  |  |  |  |  |  |  |                     |
|                    |                                               |  |                   |                                              |  |  |  |  |  |  |  |                     |
|                    |                                               |  |                   | Bedřich František II. Meklenbursko-Zvěřínský |  |  |  |  |  |  |  |                     |
|                    |                                               |  |                   |                                              |  |  |  |  |  |  |  |                     |
|                    | Bedřich František III. Meklenbursko-Zvěřínský |  |                   |                                              |  |  |  |  |  |  |  |                     |
|                    |                                               |  |                   |                                              |  |  |  |  |  |  |  |                     |
|                    |                                               |  |                   | Augusta Vilemína z Reuss-Köstritz            |  |  |  |  |  |  |  |                     |
|                    |                                               |  |                   |                                              |  |  |  |  |  |  |  |                     |
|                    | Alexandrina Meklenbursko-Zvěřínská            |  |                   |                                              |  |  |  |  |  |  |  |                     |
|                    |                                               |  |                   |                                              |  |  |  |  |  |  |  |                     |
|                    |                                               |  |                   | Michail Nikolajevič Romanov                  |  |  |  |  |  |  |  |                     |
|                    |                                               |  |                   |                                              |  |  |  |  |  |  |  |                     |
|                    | Anastázie Michajlovna Ruská                   |  |                   |                                              |  |  |  |  |  |  |  |                     |
|                    |                                               |  |                   |                                              |  |  |  |  |  |  |  |                     |
|                    |                                               |  |                   | Cecilie Bádenská                             |  |  |  |  |  |  |  |                     |
|                    |                                               |  |                   |                                              |  |  |  |  |  |  |  |                     |
| Markéta II. Dánská |                                               |  |                   |                                              |  |  |  |  |  |  |  |                     |
|                    |                                               |  |                   |                                              |  |  |  |  |  |  |  |                     |
|                    |                                               |  | Oskar II. Švédský |                                              |  |  |  |  |  |  |  |                     |
|                    |                                               |  |                   |                                              |  |  |  |  |  |  |  |                     |
|                    | Gustav V. Švédský                             |  |                   |                                              |  |  |  |  |  |  |  |                     |
|                    |                                               |  |                   |                                              |  |  |  |  |  |  |  |                     |
|                    |                                               |  |                   | Žofie Nasavská                               |  |  |  |  |  |  |  |                     |
|                    |                                               |  |                   |                                              |  |  |  |  |  |  |  |                     |
|                    | Gustav VI. Adolf Švédský                      |  |                   |                                              |  |  |  |  |  |  |  |                     |
|                    |                                               |  |                   |                                              |  |  |  |  |  |  |  |                     |
|                    |                                               |  |                   | Fridrich I. Bádenský                         |  |  |  |  |  |  |  |                     |
|                    |                                               |  |                   |                                              |  |  |  |  |  |  |  |                     |
|                    | Viktorie Bádenská                             |  |                   |                                              |  |  |  |  |  |  |  |                     |
|                    |                                               |  |                   |                                              |  |  |  |  |  |  |  |                     |
|                    |                                               |  |                   | Luisa Pruská                                 |  |  |  |  |  |  |  |                     |
|                    |                                               |  |                   |                                              |  |  |  |  |  |  |  |                     |
|                    | Ingrid Švédská                                |  |                   |                                              |  |  |  |  |  |  |  |                     |
|                    |                                               |  |                   |                                              |  |  |  |  |  |  |  |                     |
|                    |                                               |  |                   | Albert Sasko-Kobursko-Gothajský              |  |  |  |  |  |  |  |                     |
|                    |                                               |  |                   |                                              |  |  |  |  |  |  |  |                     |
|                    | Artur Sasko-Koburský                          |  |                   |                                              |  |  |  |  |  |  |  |                     |
|                    |                                               |  |                   |                                              |  |  |  |  |  |  |  |                     |
|                    |                                               |  |                   | Viktorie Britská                             |  |  |  |  |  |  |  |                     |
|                    |                                               |  |                   |                                              |  |  |  |  |  |  |  |                     |
|                    | Markéta z Connaughtu                          |  |                   |                                              |  |  |  |  |  |  |  |                     |
|                    |                                               |  |                   |                                              |  |  |  |  |  |  |  |                     |
|                    |                                               |  |                   | Fridrich Karel Pruský                        |  |  |  |  |  |  |  |                     |
|                    |                                               |  |                   |                                              |  |  |  |  |  |  |  |                     |
|                    | Luisa Markéta Pruská                          |  |                   |                                              |  |  |  |  |  |  |  |                     |
|                    |                                               |  |                   |                                              |  |  |  |  |  |  |  |                     |
|                    |                                               |  |                   | Marie Anna Anhaltsko-Desavská                |  |  |  |  |  |  |  |                     |
|                    |                                               |  |                   |                                              |  |  |  |  |  |  |  |                     |